# Querys Pérez
Querys José Pérez Mora (13 de abril de 1993), es un luchador venezolano de lucha grecorromana. Compitió en el Campeonato Mundial de 2015 consiguiendo la 22.ª posición. Ganó una medalla de plata en los Juegos Panamericanos de 2015 y Campeonato Panamericano de 2015.